# Lynn McRee
Lynn Kay McRee, född 31 maj 1952, är en amerikansk skådespelerska känd för rollen som Maureen Prescott (Sidney Prescotts mamma), i filmserien Scream.

## Filmografi (i urval)
- 1996 – Scream (fotografier)
- 1997 – Scream 2 (fotografier)
- 2000 – Scream 3
- 2008 – Milk[1]
- 2010 – The Violent Kind
- 2011 – Scream 4 (fotografier, raderad scen)
- 2022 – Scream (röstcameo)